# 신문화운동
신문화운동(중국어: 新文化運動, 병음: Xīn Wénhuà Yùndòng 신원화윈둥[*])은 중화민국(中華民國) 초기인 1910년대에 유교적이고 봉건적인 제도와 전통에 반대하여 일어난 문화 운동을 말하며, 진독수(천두슈)(陳獨秀) 등에 의한 급진적 문화운동을 좁게 가리키는 말로도 사용된다. 중화민국 초기의 복고적인 정치 세력에 대하여 양계초(량치차오)(梁啓超), 진독수(천두슈), 호적(후스)(胡適) 등을 필두로 한 신지식인층은 잡지 발간, 사상 운동, 구어체 문학 등을 통하여 기존의 사상을 비판하고 개혁을 모색하였다. 진독수 등의 공산주의 정당 창당 등에도 영향을 주었다.

## 배경

### 근대 시기
중국 근대 이래, 개방적이고 진보적인 사조와 조수적이고 전통적인 사조기 병존하면서 서로 일종의 긴장을 이루고 있었으며, 정치는 물론 무장 혁명과 사상의 진보에도 영향을 주었다.
특정 선교사를 노린 것 외에 중국은 명조(明朝) 중기에서 청조(淸朝)에 이르는 시기까지 조공호시무역(朝貢互市貿易)이 실시되어, 건륭(乾隆) 연간에 시작되었으며, 때마침 서유럽(영국의 산업혁명 전후 중국에 대한 국제 수지의 적자와 국제 무역 수출 시장 확대 요구)의 사상, 상업, 무력의 강력한 확장이 있었다.
제1차 아편전쟁(第一次鴉片戰爭, 1840-1842) 시기, 호시통상구안(互市通商口岸)을 증설하였으나, 사상의 빗장을 열지는 않았다. 위원(魏源)의 1852년 저서 『해국도지(海國圖志)』는 중국에서 무시되었지만 오히려 일본에 가서는 중시되어 메이지유신(明治維新)의 탄생을 도왔다.
제2차 아편전쟁(第二次鴉片戰爭, 1856-1860) 시기, 영불 연합군이 북경(北京)에 진격하여 청에 큰 충격을 주자, 중국은 서방을 배우려 하기 시작하였다. 학습 방법은 '사이장기이제이(師夷長技以制夷)' 즉 오랑캐의 장점을 스승으로 삼아 오랑캐를 제압한다'는 것, 그리고 “중학위체, 서학위용(中學為體, 西學爲用)” 즉 중학을 체(體)로 삼고 서학을 용(用)으로 삼는다는 것이었다. 양무운동(洋務運動)이 시작되자, 관독상판(官督商辦)을 통하여 서방의 기술을 진보시켰고, 1872년부터는 120명의 중국유미유동(中國留美遊童)이 미국으로 유학을 갔고, 첨천우(詹天佑)와 같은 엔지니어도 나왔다. 서방의 한층 겦은 사상은 선교사를 통하여 들어왔고, 이들은 학교를 많이 세웠으며, 조셉 엣킨스(Joseph Etkins, 艾約瑟), 윌리엄 마틴(William Martin, 丁韙良), 티모시 리차드(Timothy Richard, 李提摩太) 등은 많은 서방 서적을 번역하였다. 이후 서방 선교사도 서학 전래의 주요 매개체였다.
1894년 청일전쟁(淸日戰爭) 이후, 일련의 지식인은 오랑캐의 기(技)를 배우는 것으로는 부족하며, 서야의 학(學)을 들이는 것을 필요로 했다. 먼저 정치제도에 뜻을 두었고, 이러한 과정은 풍파를 맞이하면서 정치 충돌과 무력 충돌이 끊이지 않았으며, 1895년 일본은 시모노세키조약(下關條約)으로 대만(臺灣)을 획득하였으며, 1897년 독일이 산동(山東) 청도(靑島) 교주만 조계지(膠州灣租借地)를 점령, 1898년 러시아가 여순대련 조계지(旅順大連租借地)를 점령, 1898년 무술변법(戊戌變法)이 100여 일만에 끝이 나면서 1900년 의화단운동(義和團運動)기 서양 종교와 서양인을 저지하였다. 그러나 이러한 장애물들이 지난 후 결국에는 서양 정치 페제가 도입되었고, 먼저 청조의 청말신정(淸末新政)이 있었고 이후에는 혁명성이 강한 신해혁명(辛亥革命)이 있었다.  비록 정치에 중점이 두어졌지만 사상 역시 한층 더 전파되었다. 교육 방면에서 1905년 과거(科舉) 고시가 폐지되었고, 신식학당(新式學堂)이 각지에 건립되었으며, 학생 수는 1904년에는 9만 명이었으나 1909년에는 156만 명으로 늘었다. 더 많은 사람들이 유학에 나섰고, 1896년 펑조는 관비(官費) 유학생을 뽑아 일본으로 보냈으며, 이후에 관비와 자비로 가는 경우가 더 많아졌고, 1909년 중국은 경자배관(庚子賠款)의 미국 환부금을 사용하여 학생을 선발하여 미국으로 보내어 공부를 시켰다. 사상 방면에서 서양 사상은 더 많이 들어왔다. 1898년 엄복(嚴復)은 토머스 헨리 헉슬리(Thomas Henry Huxley)의 『진화와 윤리』를 일부 번역하여 『천연론(天演論)』으로 출간, “물경천택, 적자생존(物競天擇, 適者生存)”의 사상을 사회 발전에 적용하였고, 중국인에 대하여 영향이 컸으며, 수구에서 구신(求新), 구변(求變), 구자강(求自强)으로 변화하였다. 1898년 양계초(梁啓超)는 일본에서 『청의보(淸議報)』와 『신민총보(新民叢報)』를 창설하였고, 많은 글을 써냈으며 글은 명료하고 뚜렷하여 사회에 영향을 크게 주었으며, 백화문(白話文)의 시대를 열었다. 각종 사회주의(社會主義) 사상도 중국에 들어가기 시작하였다. 1907년, 유사배(劉師培) 등은 일본에서 『천의보(天義報)』를 창설, 오치휘(吳稚暉) 등은 프랑스에서 잡지 『신세기(新世紀)』를 창설, 무정부주의를 소개하였다. 『천의보』는 「공산당선언(共産黨宣言)」을 게재하여, 최초의 중문 번역문 중 하나가 되었다.

### 신해혁명 이후
1911년 신해혁명 이후, 정치 불안으로 지식인들은 깊이 천착하여 발굴, 문화적으로 중국을 바꾸고자 하였다. 1913년 여름, 원세개는 제2차 혁명을 끝냈다. 이로 인하여 지식인들은 망명길에 올라야 했다. 일부는 도쿄(東京)로 일부는 상해(上海)로 대피하였다. 예를 들어, 진독수, 이대쇠(리다자오)(李大釗), 노신(루쉰)(魯迅), 주작인(저우줘런)(周作人) 등은 일본으로 유학하였고, 채원배(차이위엔페이)(蔡元培)는 유럽으로 유학하였으며, 호적(후스)(胡適)은 미국으로 유학하였다. 1914년 5월, 도쿄에서 장사쇠(장스자오)(章士釗)는 정치 잡지 『갑인(甲寅)』을 창설하였다. 이 잡지는 1914년 5월 창설하여 1915년 10월에 폐간했지만 당시 중국에서 가장 영향력이 큰 정치 잡지였다. 진독수나 이대쇠와 같은 신문화운동 주역들은 기사, 시문, 서신 등을 『갑인』에 투고하였다. 『갑인』은 '필수적인 정치적 정신을 탐색'하는 것으로 유명하였고, 『갑인』의 저자들은 신문화운동 시기 중요한 질문인, 기본적인 문화적 가치와 믿음이 정치를 어떻게 만들어가는지에 대한 문제를 극복하고자 하였다.
한편, 서학의 도입이 반발을 일으켰고 존공(尊孔, 공자 존숭)의 목소리도 커졌다. 1913년, 원세개(袁世凱)는 존공령(尊孔令)을 내렸다. 1912년, 강유위(康有爲)는 공교회(孔教會)를 열었고, 1913년 『불인(不忍)』이라는 잡지를 창설, 존공 사상을 제창하였다. 1915년 1월 18일, 21개조 요구가 반포되었고, 6개월 후 원세개가 제제(帝制) 복구를 하려는 시도가 명확해졌다. 그리고 마침내 1916년 1월, 원세개는 스스로 중화제국의 황제에 올랐으나 실패했다. 1917년 7월, 장훈(張勛)은 복벽(復辟, 황제 복권)을 시도했다.
신문화운동의 전야에, 보수세력은 최후의 저항을 시도하였고 신문화운동은 맹렬한 일격을 주었다. 이후 보수세력은 철저히 세력을 잃었다.

## 과정

### 흥기

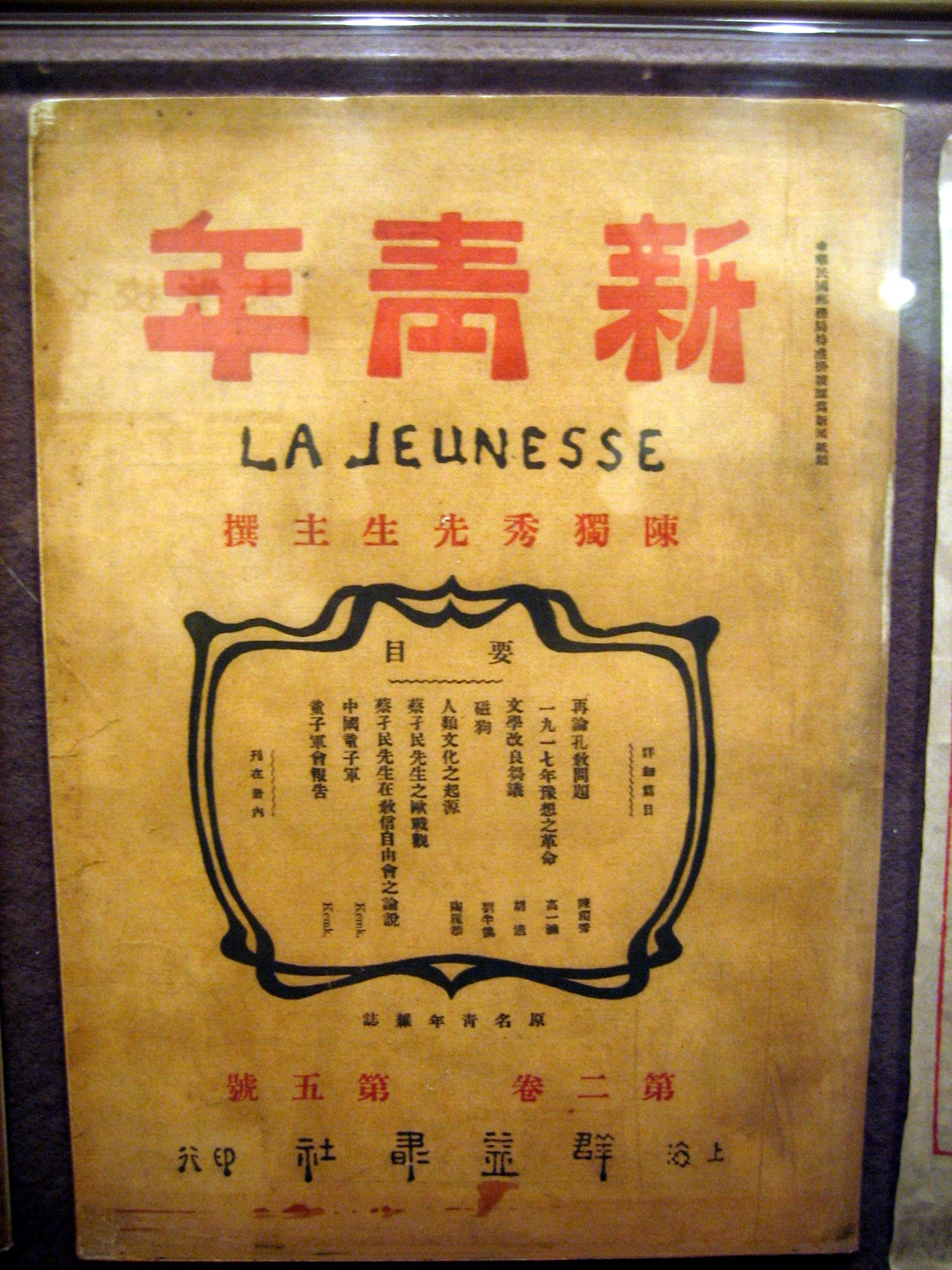
『신청년(新靑年)』

21개조 요구가 있던 1915년, 진독수는 『청년잡지(靑年雜誌)』를 창간하고 후에 『신청년(新靑年)』을 열면서, 신문화운동의 시발점이 되었다. 1915년(민국 4년) 9월, 진독수는 상해(上海)에서 『청년잡지(靑年雜誌)』를 창설하였고, 1916년에는 『신청년(新靑年)』으로 개명하였다. 잡지에는 프랑스어로 'La Jeunesse(청년)'이라는 문구가 적혀 있었다. 그러나 일반적으로 1915년 『청년잡지(靑年雜誌)』는 『신청년』 제1권, 1916년 『신청년(新靑年)』은 『신청년』 제2권으로 친다. 이 잡지는 이후 신문화운동의 주요 본거지가 되었다.
1915년 『청년잡지』 창간호는 발간사(發刊詞)가 없지만 '통신(通信)'이라는 난에는 독자들에게 회신하면서 '청년의 사상을 개조하고 청년의 수양을 보도하는 것을 본지의 천직으로 삼는다. 시정을 비평하는 것은 그 취지가 아니다(改造靑年之思想, 輔導靑年之修養, 爲本志之天職. 批評時政, 非其旨也)'고 하였다. 이는 보통 『신청년』의 종지(宗旨)라고 여긴다. 동 기수에 진독수가 발표한 '경고청년(敬告靑年)'은 6종의 청년이 가져야 할 정신을 선양하고 있다.
1. 자주적인 사람이며 노예적인 사람이 아니다.(一、自主的而非奴隸的)
2. 진보적인 사람이며 보수적인 사람이 아니다.(二、進步的而非保守的)
3. 진취적인 사람이며 뒤로 물러나 숨는 사람이 아니다.(三、進取的而非退隱的)
4. 세계적인 사람이며 쇄국적인 사람이 아니다.(四、世界的而非鎖國的)
5. 실리적인 사람이며 공허한 사람이 아니다.(五、實利的而非虛文的)
6. 과학적인 사람이며 상상적인 사람이 아니다.(六、科學的而非想像的)[22]

『청년잡지』가 창설되었던 초기, 『신청년』의 영향력은 작았지만 이후에는 『갑인』보다 영향력이 커졌다. 1916년(민국 5년) 봄에 『청년잡지』 간행이 중지되었고, 같은해 9월에 이름을 바꾸고 복간하였다.
당시 호적은 미국 컬럼비아 대학교(Columbia University)에서 철학박사학위 과정이었다. 호적은 진독수와 함께 안휘성(安徽省) 동향 출신이다. 진독수는 호적에게 원고를 청탁하였고, 호적은 원고를 투고하였으며 또한 진독수에게 보낸 서신에서 호적은 문학개량에 관한 8가지 주장을 제시하였다. 진독수는 크게 칭찬하였고 『신청년』 통신란(通信欄)에 발표하였으며, 호적을 초빙하여 진일보한 논술을 요청하였다. 호적은 곧바로 『문학개량추의(文學改良芻議)』를 썼고, 1917년(민국 6년) 1월 1일 『신청년(新靑年)』 2권 5호에 발표하였다. 이 글은 큰 반향을 일으켰고 호적도 이로 인하여 '큰 명성을 갑자기 얻었다(暴得大名)'고 한다. 이로 인해 신문화운동은 1917년에 시작되었다는 주장도 있다.
채원배는 1917년 1월 4일 북경대학(北京大學) 학장에 취임하고, '사상자유, 겸용병포(思想自由, 兼容並包, 사상의 자유 모든 것을 다 아우른다)'의 학교 운영 원칙을 내세웠다. 학교 안에는 진독수, 호적, 이대쇠와 같은 신파인사(新派人士)도 많았고, 고홍명(辜鴻銘), 유사배(劉師培)와 같은 보수파인사(保守派人士)도 적지 않았다. 이후 학교에는 '신조(新潮)'라는 신파 조직도 있었고, '국고(國故)'라는 보수 조직도 있었다.

한편 1917년, 진독수와 장사쇠는 북경대학으로 옮겨 신문화운동을 구성하는 인물들과 알게 되었다.

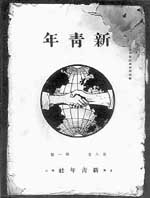
『신청년』

 채원배는 1월 11일 진독수를 북경대학 문과학장(文科學長)으로 초빙하였고, 진독수는 『신청년』 총부를 북경으로 옮겼다.
후에 진독수는 '오사운동(五四運動)은 중국 현대 사회 발전의 필연의 산물로 공이나 과이냐에 상관없이 그 몇 사람에게만 귀의해서는 안된다. 그러나 채선생(蔡先生, 채원배), 적지(適之, 호적의 자) 그리고 나는 당시 사상괴 언론에서 주요 책임을 진 사람이다(五四運動, 是中國現代社會發展之必然的產物, 無論是功是過, 都不應該專歸到那幾個人. 可是蔡先生•適之和我, 乃是當時在思想言論上負主要責任的人.)'라고 언급하였다.
『신청년』은 북경대학에서 물 만난 고기와 같이 영향이 점점 커졌다. 이후 『신청년』의 편집장은 전현동(錢玄同), 유반농(劉半農), 도맹화(陶孟和), 심윤묵(沈尹默), 호적, 고일함(高一涵), 노신(魯迅), 주작인(周作人), 이대쇠가 맡았다. 이때 호적, 노신, 전현동, 이대쇠, 주작인, 오우(吳虞) 등 중국 저명 사상가와 문학가들도 『신청년』에 글을 올렸다. 『신청년』과 북경대학은 신문화운동의 주요 본거지가 되었다.
『신청년』 일부 기사는 신문화운동을 촉진하기도 하였다. '경고청년(敬告靑年, 삼가 청년에게 고함)', '1916년(一九一六年)', '오인최후지각오(吾人最後之覺悟, 우리의 마지막 각오)' 등이 그러한 글이었다.
1918년(민국 7년) 3월, 장동손(張東蓀)은 연구계의 목소리인 『시사신보(時事新報)』 부간(副刊) 『학등(學燈)』을 창설하였다. 『학등』은 북경 『신보(晨報)』 부간 제7판, 『민국일보(民國日報)』 부간 『각오(覺悟)』, 『경보(京報)』부간과 함께 신사조 4대 부간(新思潮四大副刊)으로 칭한다.
1918년 12월 23일, 진독수와 이대쇠는 『매주평론(每週評論)』을 창설, 정치를 이야기하지 않는 『신청년』과 구분하고, 시사와 정치만 전문으로 평론하였다.
1919년(민국8년) 1월, 북경대학 학생 부사년(傅斯年), 나가륜(羅家倫), 고힐강(顧頡剛) 등은 신조사(新潮社)를 창설하였고, 『신조(新潮)』를 창설하였다. 단석붕(段錫朋), 주병림(周炳琳), 허덕형(許德珩), 등중하(鄧中夏), 장국도(張國燾) 등은 국민잡지사(國民雜誌社)를 창설하였고 『국민(國民)』을 창설하였다. 이런 사람과 저직은 오사운동의 발기인과 적극적인 참여자가 되었고, 이들은 이루 중국의 학술계와 정치계에서 중요한 역할을 하였다.

### 오사운동 이후
1919년 5월 4일, 북경에서 5.4운동(오사운동)(五四運動)이 일어나면서 신문화운동이 창도한 백화문(白話文)과 신사상(新思想)이 5.4운동에 큰 영향을 주었다. 5.4운동도 신문화운동의 발전을 크게 촉진하였다.
- 출판 : 5.4운동 이후 반년 동안 약 400종의 백화문 신간이 나왔고 많은 구잡지(舊雜志)들도 잭화문으로 바뀌면서 서양 사상을 소개하였다. 신서와 범역이 대폭 증가하였고 상무인서관(商務印書館) 발해우서적도 한 번 번역하면서 1919년 602종이 1920년 1284종으로 늘었다.

- 결사 : 각종 단체나 조직이 성립되었다. 강연도 도처에서 이뤄졌다. 많은 지식계 명인이 중국을 방문하였고, 각지에 방문하여 강연하였다. 존 듀이(John Dewey)가 1919-1921년, 버트란드 러셀(Bertrand Russell)이 1920-1921년, 라빈드라나트 타고르(Rabindranath Tagore)가 1923년 중국을 방문하였다.

- 문학 : 5.4운동이 중국문학의 신시대를 녈었다. 5.4이후 중국에서는 문학연구회(文學研究會)와 창조사(創造社) 등 크고 작은 40여 개 문예 결사 조직이 등장하였다. 또한 노신, 모순(茅盾), 섭성도(葉聖陶), 곽말약(郭沫若), 욱달부(郁達夫), 정진탁(鄭振鐸) 등 대규모 백화문 문학가도 등장하였다.

- 교육 : 1920년 1월 12일, 교육부(教育部)는 소학교에서 국문(國文) 교학용 백화문을 문언문(文言文)으로 교체하였다. 1921년 10월 북경정부(北京政府)는 학교계통개혁안(學校系統改革案), 이른바 임술학제(壬戊學制)를 반포하여 소학(小學, 초등학교) 6년, 초중(初中, 중학교) 4년, 고중(高中, 고등학교) 2년, 대학(大學) 4-6년의 미국 제도를 바탕으로 하는 학제를 마련하였다. 또한 평민야교(平民夜校)도 등장하였다.

- 예술 : 외국애서 회화를 배워온 사람이 점차 증가하면서 많은 미술 학교와 학원이 잇달아 성립하면서 유화(油畫)가 확산되고 많은 화가가 등장하였다. 대표적으로 사대교장(四大校長)이라 하는 안문량(顏文樑), 유해속(劉海粟), 서비홍(徐悲鴻), 임풍면(林風眠)의 영향이 가장 크고, 방간민(方幹民), 오대우(吳大羽), 위천림(衛天霖) 등이 있다.

- 부녀운동(婦女運動) : 부녀운동은 한층 발전하여 1920년대 초 婦女運動進一步發展，1920年初，북경대학(北京大學), 남경고등사범(南京高等師範), 영남대학(嶺南大學)이 여학생 금ㅈ령을 풀고 여학생을 입학시켰다. 여학생의 취업 기회가 늘면서 자유결혼이 보편화되었고 절육(節育) 사상이 중국에 들어욌다.

신문화운동은 발전하는 가운데 분화하기 시작하였다. 5.4운동이 끝난 직후 7월에 호적과 이대쇠는 '문제와 주의(問題和主義)'로 인하여 변론을 하였다. 진독수와 『신청년』 동인들은 정치 담론을 할지 여부로 인하여 분기를 형성하였고,1920년 9월 진독수는 『신청년』을 공산당 기관지로 바꿨다. 호적 등은 『노력주간(努力周刊)』 등을 창간하였고 공식적으로 분리되었다. 1922년 지식인들이 비기독교운동(非基督教運動)에 관하여 다시 한 차례 논쟁을 벌였다. 1923년 과학과 현학의 논전(科學與玄學的論戰) 중에 같은 소속 과학파(科學派)의 진독수와 호적 역시 서로 논쟁을 펼쳤다. 이후 사람들은 점점 더 멀어졌다. 한 파는 비정치화(非政治化)를 견지한 자유주의자(自由主義者)로, 이들은 민주(民主)와 자유(自由)를 견지하였다. 호적과 부사년 등이 해당하지만 이들은 소수파였다. 또다른 한 파는 정치에 참여하는 좌경인사(左傾人士)였다. 다시 좌경인사는 대체로 두 파로 나뉘었는데, 하나는 후에 공산당(共産黨)으로 전향하는 진독수와 이대쇠 등이고, 다른 하나는 국민당(國民黨)으로 전행하는 오치휘(吳稚暉) 등이었다.
신문화운동과 5.4운동은 중국 사회의 반전통(反傳統) 사조애 큰 영향을 주었다. 1921년, 두위(杜威)는 다음과 같이 평하였다. “세계에서 중국과 같은 국가는 하나도 없으니, 학생이 이렇게 일치 단결하고 열렬히 현대화와 새로운 사상과 관념, 특히 사회와경제 방면의 사상관념에서 새로운 사상과 관념을 추구한다. 동시에 중국과 같은 국가를 보기에 매우 드무니, 일부는 원래 기성 질서와 현상을 유지할 수 있는 사람도 있지만 조금도 중시되지 않으니 사실상 변호를 해줄 사람은 전혀 없다.(世界上似乎沒有一個像中國那樣的國家，學生如此一致和熱切地追求現代和新的思想觀念，特別是關於社會和經濟方面的思想觀念。同時也很少見到一個國家像中國一樣，有些辯論本來可以用來維護既成秩序和現狀的，卻一點也不被重視，事實上，完全沒有用來做辯護)" 그러나 상대적으로 전통 사상을 견지하는 사람도 여전히 존재하였다. 학형파(學衡派), 장개석(蔣介石), 양계초, 양수명(梁漱溟) 등이 그러한 사람들이다.

## 전개
신문화 운동의 일부로서의 천두슈가 러시아 혁명의 영향을 거친 뒤 중국 공산당 서기로 활동하며 공산주의 활동에 종사하면서, 《신청년》이 중국 공산당 기관지화하는 데 대해, 그에 후스(胡適) 같은 신지식인들은 리다자오와 천두슈 등에 반발하기 시작하였고, 이로 인해, 좁은 의미의 사상운동으로서의 신문화운동은 1920년대 초반에 종결되었다. '구어체 문화'는 백화 문화라고도 한다.
천두슈에 이어 루쉰은 구어체 문학으로 《광인일기》와 《아큐정전》 등을 지었다. 1917년 10월 러시아에 혁명이 발발한 뒤 《신청년》은 리다자오 등이 러시아에서 일어난 볼셰비키 혁명을 선전한 글들을 대량으로 싣기 시작하였다. 신문화 운동은 중국어 문자의 폐기를 그 궁극적 목적으로 할 만큼 극단적인 성향을 지니기도 하였다.

## 영향
중국인의 민족 기질의 변화와 그 사상적 변화에 큰 영향을 주었다. 중국 전통의 고유한 사상들이 강한 비판을 받았고 구어체가 확대되었으며 신흥한 문화와 생활 양식들도 일어나기 시작하였다. 천두슈, 리다자오는 '민주'와 '과학'을 제창하고 마르크스-레닌주의를 전파했으며 중국 공산당을 창당하고 그 실현을 위한 활동을 전개하기 시작하였다. 신문화운동은 5·4 운동이 일어날 수 있는 기반을 조성하였고, 또 5·4 운동을 통해 신문화운동이 확대·발전될 수 있는 대중적 기반이 마련됐다는 점에서 양자는 상호 유기적인 관계를 맺고 있다.

## 같이 보기
- 천두슈
- 리다자오
- 5·4 운동
- 신생활운동
- 신해혁명(제1차 혁명)
- 제2차 혁명
- 호국 전쟁(제3차 혁명)

## 참고 자료
- 《이야기 중국사》
- 《세계의 역사》